# Бредень

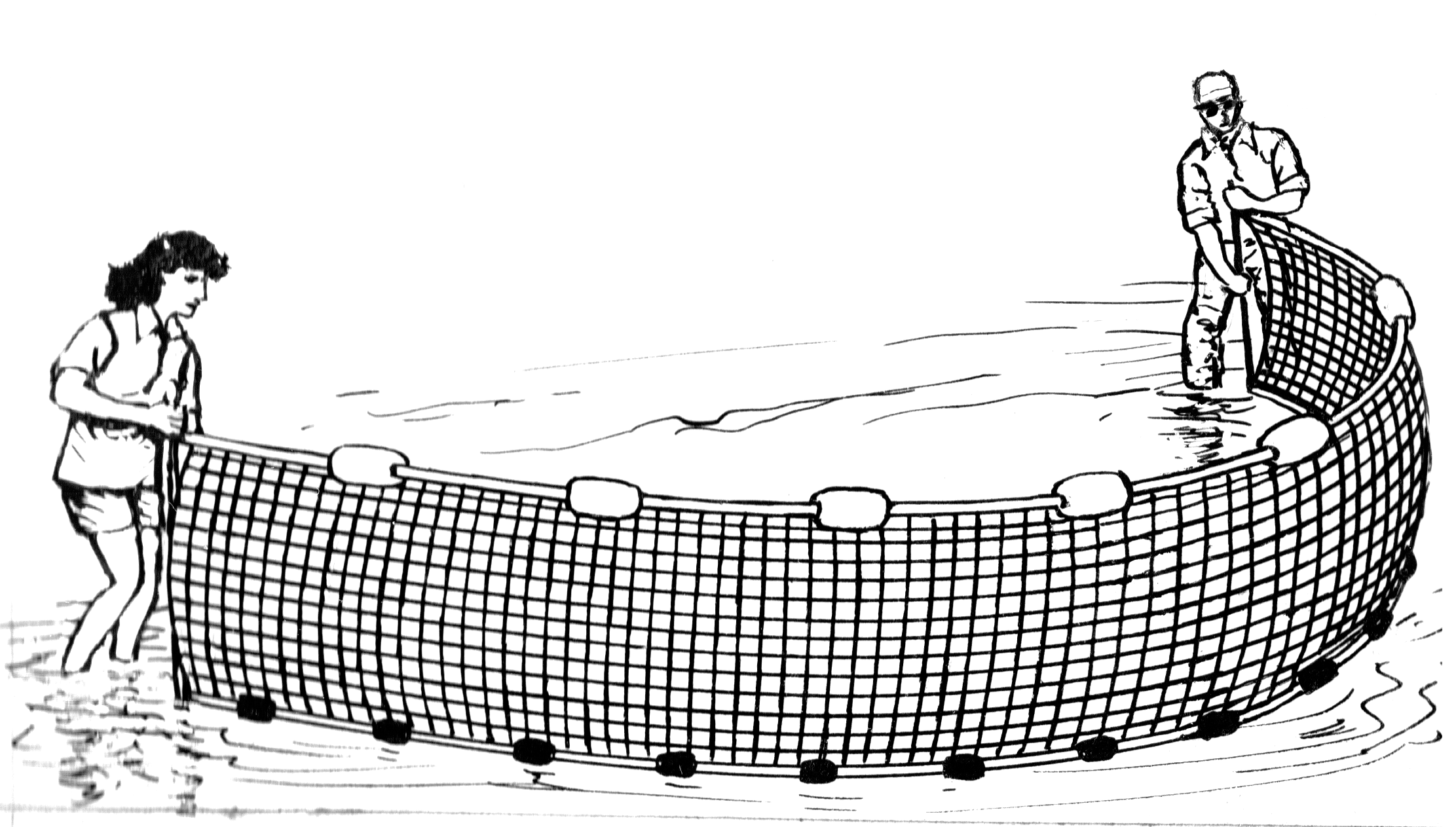
Бредень

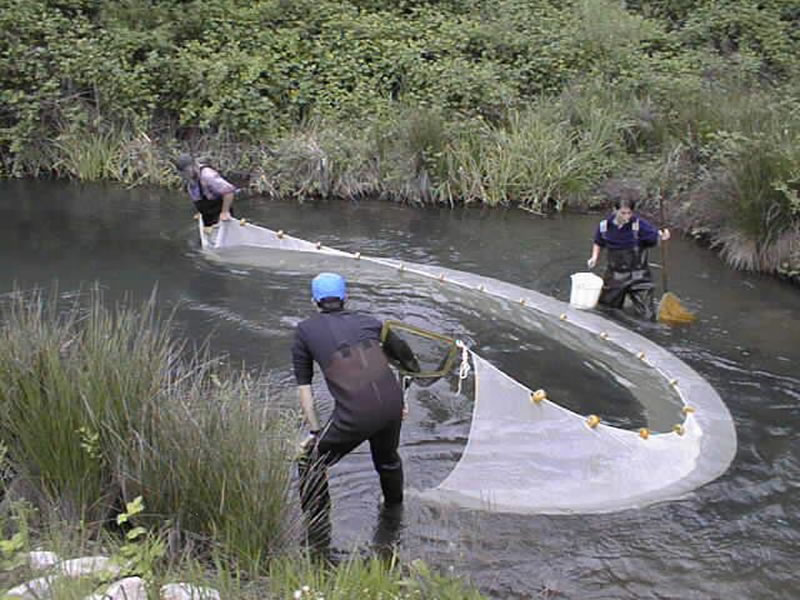
Ловля рыбы бреднем.

Бре́день — небольшая рыболовная сеть (невод), которую люди, идущие бродом по мелководью (бредущие), тянут за собой на двух деревянных шестах (волокушах, клячах).
Согласно словарю В. И. Даля: «Бродить рыбу, ловить бреднем, идучи водою и волоча его на клячах за собою».
Длина бредня составляет 10—100 м, высота 2—3 м. К волокушам (клячам) бредень прикрепляется с помощью верёвок. Для определения размера ячеи сети бредня может быть использована классификация, предложенная в 1923 году российским учёным Ф. И. Барановым: для лова широких рыб размер ячеи должен быть в 5 раз меньше длины рыбы, для средних — в 6,5 раза, для узких — в 10 раз. Также бреднем можно ловить раков. Бреднем ловят, заходя в воду, протаскивая известное пространство по воде и вытягивая опять на берег.
В большинстве стран использование бредня в любительском рыболовстве законодательно ограничено. В РФ обычно допускается использование мелкоячеистого бредня небольшого размера (до 3 метров) для ловли живца.